# Fenix
Pour le club de handball, voir Fenix Toulouse Handball.
Fenix est un compilateur gratuit pour le projet GNU. Il s'agit d'un projet de compilateur pour un langage de script dérivé de celui créé par Hammer Technologies pour le Game Development Suite « DIV Games Studio. » Cependant, quelques fonctionnalités ont été ajoutées le rendant incompatible avec beaucoup de jeux programmés avec DIV.

## Fonctions
Fenix est un langage interprété concentré sur le développement de jeux vidéo en 2 dimensions. Sa principale caractéristique, héritée de DIV, est la programmation pseudo-parallèle, c'est-à-dire qu'il donne la possibilité aux créateurs de programmer les différents processus (ennemis, personnages, etc.) séparément, le moteur se chargeant de les synchroniser. Ceci rend le développement de jeux vidéo à plusieurs beaucoup plus simple. La majeure partie des dispositifs est maintenant basée sur SDL. Ceci fait de Fenix un projet vraiment portable sur divers systèmes. D'autres fonctions incluent le support complet de la 2D (étirements, transparences, blendops…), la couleur en 16 bpp, le son (ogg, mod, it, s3m, wav), le support de joystick, le mode 7 et des extensions via les DLL.
Fenix est surtout un langage très simple et puissant. Il est un très bon outil de programmation pour les débutants et les professionnels.

## Ports
Officiels : Win32, Linux, Mac OS X, BSD, BeOS
Non officiel : GP32, GP2X, Dreamcast, PlayStation 2

## État
La version actuelle officielle est la 0.92a, mais la version la plus récente (en version beta) est la 0.93 preview 9.
Le projet est actuellement en cours de réécriture complète, ainsi que le noyau nu auquel d'autres fonctions peuvent être liées. De cette façon, tous les graphismes ou bibliothèques de son peuvent être liés à ce noyau, tirant profit de son dispositif de programmation pseudo-parallèle.
Ce compilateur (nommé Bennu) plus optimisé mais aussi plus compliqué à utiliser est entièrement compatible avec l'interpréteur 0.92a de Fenix.

## Fonctionnement
Fenix est présenté comme un logiciel passant par une console. Il existe divers IDEs disponible, dont le plus populaire FlameBirds2. Beaucoup d'autres IDEs peuvent être facilement adaptés pour l'utiliser.